# Collegio elettorale di Trieste (Senato della Repubblica)
Il collegio Trieste fu un collegio elettorale uninominale della Repubblica Italiana per l'elezione del Senato della Repubblica. Apparteneva alla Circoscrizione Friuli-Venezia Giulia e fu utilizzato per eleggere un senatore nella XII, XIII e XIV legislatura.
Venne istituito nel 1993 con la cosiddetta Legge Mattarella (Legge n. 276, Norme per l'elezione del Senato della Repubblica), attuata in seguito al referendum abrogativo del 1993. La legge istituì per la Camera dei deputati e per il Senato della Repubblica un sistema di elezione misto, in parte maggioritario e in parte proporzionale. Il 75% dei parlamentari dell'assemblea veniva eletto in collegi uninominali tramite sistema maggioritario a turno unico; il restante 25% al Senato veniva eletto tramite recupero proporzionale dei più votati non eletti attraverso un meccanismo di calcolo denominato "scorporo", cioè sottraendo dal conteggio dei voti totali di una lista nella parte proporzionale i voti ottenuti dai candidati collegati alla medesima lista che erano eletti nei collegi uninominali con il sistema maggioritario.
Il collegio venne abolito insieme a tutti gli altri che costituivano il Senato con la promulgazione della legge elettorale successiva, la cosiddetta Legge Calderoli. Questa prevedeva un sistema proporzionale con premio di maggioranza, che al Senato veniva attribuito a livello regionale.

## Territorio
Il collegio Trieste era uno dei 5 collegi uninominali in cui era suddiviso il Friuli-Venezia Giulia e, come previsto dal D.Lgs. del 20 dicembre 1993 n. 535, comprendeva il comune di Trieste, oltre a Muggia e San Dorligo della Valle; era quindi interamente compreso nella Provincia di Trieste.

## Eletti
| Elezione | Elezione                | Senatore       | Partito                  |
| -------- | ----------------------- | -------------- | ------------------------ |
|          | 1994                    | Claudio Magris | Lista Magris             |
|          | 1996                    | Giulio Camber  | Polo per le Libertà (FI) |
| 2001     | Casa delle Libertà (FI) | Giulio Camber  |                          |

## Dati elettorali

### XII legislatura
|                               | Claudio Magris ✔️ Eletto | Lista Magris               | 61 400  | 37,90 |  |  |  |  |  |
|                               | Roberto Antonione        | Polo delle Libertà         | 59 602  | 36,79 |  |  |  |  |  |
|                               | Sergio Dressi            | Alleanza Nazionale         | 31 203  | 19,26 |  |  |  |  |  |
|                               | Salvatore Cusumano       | Lista Pannella-Riformatori | 9 821   | 6,06  |  |  |  |  |  |
| Totale                        | Totale                   | Totale                     | 162 026 | 100   |  |  |  |  |  |
|                               |                          |                            |         |       |  |  |  |  |  |
| Voti non validi               | Voti non validi          | Voti non validi            | 8 355   | 4,90  |  |  |  |  |  |
| Votanti                       | Votanti                  | Votanti                    | 170 381 | 85,77 |  |  |  |  |  |
| Elettori                      | Elettori                 | Elettori                   | 198 646 |       |  |  |  |  |  |
|                               |                          |                            |         |       |  |  |  |  |  |
| Data: 27-28 marzo 1994        |                          |                            |         |       |  |  |  |  |  |
| Fonte: Ministero dell'interno |                          |                            |         |       |  |  |  |  |  |

### XIII legislatura
|                               | Giulio Camber ✔️ Eletto   | Polo per le Libertà   | 77 063  | 49,79 |  |  |  |  |  |
|                               | Fulvio Camerini ✔️ Eletto | L'Ulivo               | 62 153  | 40,15 |  |  |  |  |  |
|                               | Manlio Giona              | Lega Nord             | 13 161  | 8,50  |  |  |  |  |  |
|                               | Giampaolo Stimamiglio     | Nord Libero Autonomia | 2 411   | 1,56  |  |  |  |  |  |
| Totale                        | Totale                    | Totale                | 154 788 | 100   |  |  |  |  |  |
|                               |                           |                       |         |       |  |  |  |  |  |
| Voti non validi               | Voti non validi           | Voti non validi       | 8 651   | 5,29  |  |  |  |  |  |
| Votanti                       | Votanti                   | Votanti               | 163 439 | 82,72 |  |  |  |  |  |
| Elettori                      | Elettori                  | Elettori              | 197 591 |       |  |  |  |  |  |
|                               |                           |                       |         |       |  |  |  |  |  |
| Data: 21 aprile 1996          |                           |                       |         |       |  |  |  |  |  |
| Fonte: Ministero dell'interno |                           |                       |         |       |  |  |  |  |  |

### XIV legislatura
|                               | Giulio Camber ✔️ Eletto | Casa delle Libertà                   | 70 799  | 46,94 |  |  |  |  |  |
|                               | Willer Bordon ✔️ Eletto | L'Ulivo                              | 58 585  | 38,84 |  |  |  |  |  |
|                               | Marino Andolina         | Partito della Rifondazione Comunista | 9 099   | 6,03  |  |  |  |  |  |
|                               | Nicolò di Stefano       | Pannella-Bonino                      | 3 782   | 2,51  |  |  |  |  |  |
|                               | Claudia Lanci           | Lista Di Pietro                      | 3 620   | 2,40  |  |  |  |  |  |
|                               | Giuseppe Cuscito        | Democrazia Europea                   | 2 551   | 1,69  |  |  |  |  |  |
|                               | Carlo Alberto Pizzi     | Terzo Polo Autonomia                 | 2 392   | 1,59  |  |  |  |  |  |
| Totale                        | Totale                  | Totale                               | 150 828 | 100   |  |  |  |  |  |
|                               |                         |                                      |         |       |  |  |  |  |  |
| Voti non validi               | Voti non validi         | Voti non validi                      | 4 819   | 3,10  |  |  |  |  |  |
| Votanti                       | Votanti                 | Votanti                              | 155 647 | 78,17 |  |  |  |  |  |
| Elettori                      | Elettori                | Elettori                             | 199 114 |       |  |  |  |  |  |
|                               |                         |                                      |         |       |  |  |  |  |  |
| Data: 13 maggio 2001          |                         |                                      |         |       |  |  |  |  |  |
| Fonte: Ministero dell'interno |                         |                                      |         |       |  |  |  |  |  |